# Мауриня, Зента
Зе́нта Ма́уриня (латыш. Zenta Mauriņa; 15 декабря 1897, Леясциемс, Лифляндская губерния, Российская империя — 25 апреля 1978, Базель, Швейцария) — латвийская писательница, эссеист, исследователь творчества Ф. М. Достоевского, философ и переводчица. Ей первой в Латвии была присуждена степень доктора филологии.

## Биография
Родилась Зента в семье врача Роберта Мауриньша и его жены, пианистки Мелании Маурини. Детство провела в Гробине. В пять лет Зента Мауриня заболела полиомиелитом и всю жизнь была прикована к инвалидной коляске, борясь со страшной физической болью.
Окончила Русскую гимназию в Лиепае (1913—1915). В 1921 году Зента Мауриня поступила на факультет философии и филологии Латвийского университета, через два года выбрала специализацию по отделению балтийской филологии. В последующем преподавала в Рижском педагогическом институте и читала лекции в Латвийском университете. Ведущий лектор Народного университета в Валмиере.
С 1949 по 1963 годы — доцент Уппсальского университета. Конец жизни провела на юге Германии, в местечке Бад-Кроцинген, где и была похоронена на местном кладбище.

### Личная жизнь
Была замужем за Константином Раудиве.

## Работы
Первая литературная публикация в газете «Libausche Zeitung» — перевод рассказа Яниса Акуратерса «Mana vismīļā» на немецкий язык (1919). Всего в Латвии Зента Мауриня до 1944 года опубликовала 19 произведений: монографии о Райнисе, Достоевском, Данте и др., роман «Жизнь в поезде» («Dzīves vilcienā») (1941), многочисленные рассказы в периодических изданиях, переводы и др. произведения. В период изгнания было опубликовано 20 работ на латышском языке и 27 — на немецком, а также переводы на итальянский, английский, русский, шведский, голландский, финский и датский языки. За свою жизнь прочитала около 600 публичных лекций в Латвии, Германии, Швеции, Финляндии, Австрии и Франции. В общей сложности автор более 70 книг.
На немецком опубликованы следующие работы Маурини:
- Die weite Fahrt (Долгий путь) (автобиография)
- Dostojewskij (Достоевский) (биография)
- Mosaik des Herzens (Мозаика сердца) (эссе)
- Im Anfang war die Freude (В начале была радость) (рассказы)
- Geliebtes Leben — gelebtes Leben (Любимая жизнь — прожитая жизнь) (эссе)
- Porträts russischer Schriftsteller (Портреты русских писателей) (эссе)

## Награды и звания
- 1965 — Почётный член Академии Эльзаса (Франция).
- 1968 — Орден «За заслуги перед Федеративной Республикой Германия» 1-й степени
- 1971 — Премия имени Конрада Аденауэра Фонда Германия
- 1977 — Почётный гражданин Бад-Кроцингена.

## Память

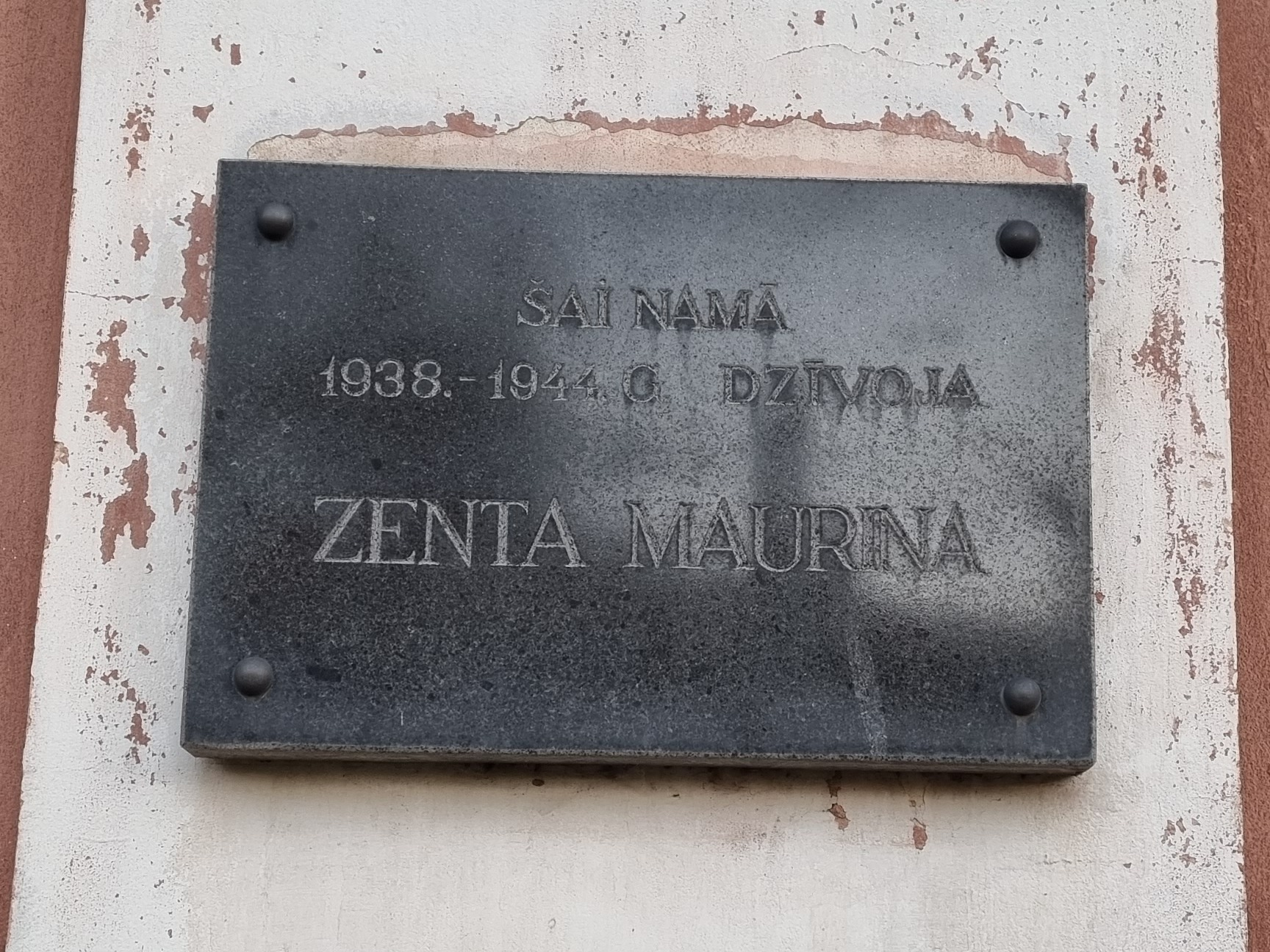
Мемориальная доска на ул. Кулдигас

- На доме № 50 по улице Кулдигас в Риге, в котором в 1938—1944 годах проживала Зента Мауриня, установлена мемориальная доска.
- В 2022 году именем Зенты Маурини названа улица в Риге.